# Бабичев, Иван Фёдорович
Иван Фёдорович Бабичев — советский хозяйственный, государственный и политический деятель.

## Биография
Родился в 1912 году в Балашовском районе Саратовской области. Член КПСС.
Выпускник Новочеркасского индустриального института, преподаватель военного училища во время Великой Отечественной войны. С 1946 года — на хозяйственной, общественной и политической работе. В 1946—1983 гг. — главный инженер «Краснодарразнопромсоюза», на партийной работе в городе Краснодаре, заместитель, первый заместитель, председатель Краснодарского горисполкома, начальник Краснодарского краевого управления бытового обслуживания населения.
Умер после 1983 года.